# سی جی واتسون
سی جی واتسون (انگلیسی: C. J. Watson؛ زادهٔ ۱۷ آوریل ۱۹۸۴) بازیکن بسکتبال اهل ایالات متحده آمریکا است.

## حرفه
از باشگاه‌هایی که در آن بازی کرده‌است می‌توان به اورلندو مجیک، شیکاگو بولز، ایندیانا پیسرز، گلدن استیت واریرز، و بروکلین نتس اشاره کرد.